# Ted McGinley

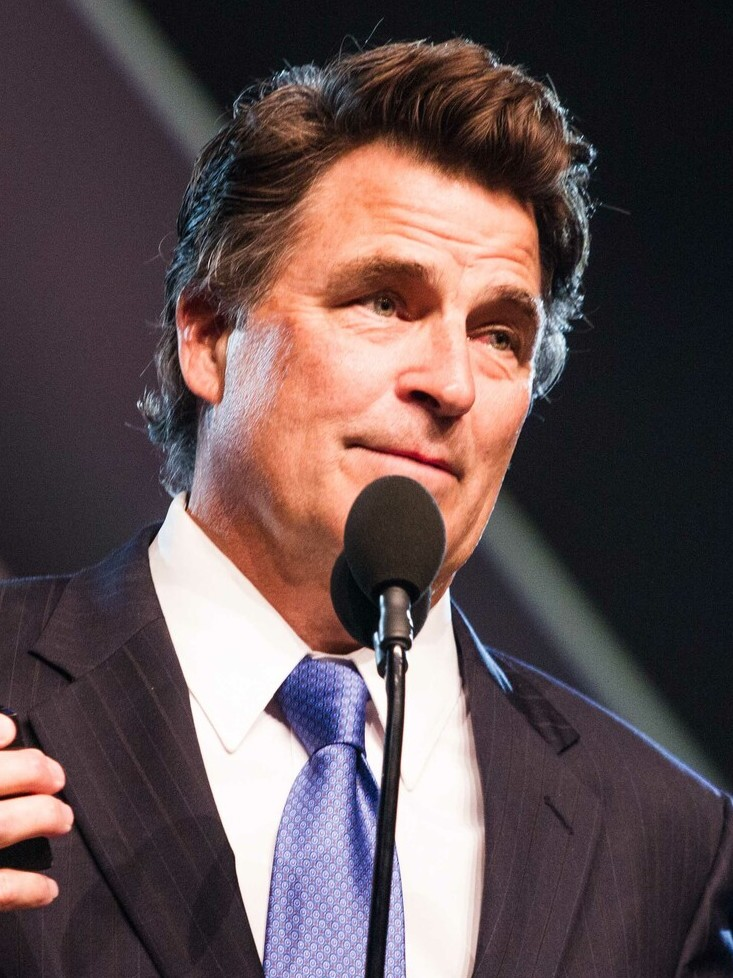
Ted McGinley (2016)

Theodore Martin „Ted“ McGinley (* 30. Mai 1958 in Newport Beach, Kalifornien) ist ein US-amerikanischer Schauspieler.

## Leben
Bekannt wurde Ted McGinley zu Beginn der 1980er Jahre durch eine wiederkehrende Rolle in der erfolgreichen Sitcom Happy Days. Im Anschluss spielte er von 1984 bis 1986 eine Hauptrolle in der Aaron-Spelling-Serie Love Boat. Danach holte ihn Spelling für zwei Staffeln in seine Erfolgssoap Der Denver-Clan. Dort spielte McGinley 1986/1987 die Rolle des Clay Fallmont. Einen ebenfalls großen Bekanntheitsgrad erreichte Ted McGinley in der Rolle des Jefferson D’Arcy als Al Bundys Nachbar in der Sitcom Eine schrecklich nette Familie, die er von 1991 bis 1997 verkörperte. Gut ein Jahr zuvor war er bereits in einer anderen Rolle zu sehen.
1991 drehte er zusammen mit Dirk Benedict (bekannt aus der Serie Das A-Team) den Film Blue Tornado – Männer wie Stahl, in dem sie  zwei Kampfjetpiloten verkörpern. Im Jahr 2000 spielte er an der Seite von Roy Scheider im Thriller Daybreak – Katastrophe in L.A..
Neben einigen Blockbustern spielte er auch in Hope and Faith von der 1. bis zur 4. Staffel als Charlie Shanowski mit. Mit Filmen wie Pearl Harbor (2001) und in der Zeichentrickserie Die Liga der Gerechten setzte er seine Karriere im Fernsehen fort. Sein Schaffen umfasst mehr als 90 Produktionen.
Seit 1991 ist McGinley mit der Schauspielerin Gigi Rice verheiratet, mit der er zwei Söhne hat.

## Filmografie (Auswahl)
- 1980–1984: Happy Days (Fernsehserie, 61 Episoden)
- 1982: Fantasy Island (Fernsehserie, Episode 6x08)
- 1982: Küß’ mich, Doc! (Young Doctors in Love)
- 1983: Herndon (Fernsehfilm)
- 1983: Ein Traummann auf der Titelseite (Making of a Male Model, Fernsehfilm)
- 1984: Die Rache der Eierköpfe (Revenge of the Nerds, Fernsehfilm)
- 1983–1987: Love Boat (The Love Boat, Fernsehserie, 60 Episoden)
- 1985–1987: Hotel (Fernsehserie, 3 Episoden)
- 1986–1987: Der Denver-Clan (Dynasty, Fernsehserie, 34 Episoden)
- 1988: Ein Grieche erobert Chicago (Perfect Strangers, Fernsehserie, Episode 3x19)
- 1989: Die Anwältin (Physical Evidence)
- 1989: B.L. Stryker (Fernsehserie, 2 Episoden)
- 1989–1997: Eine schrecklich nette Familie (Married… with Children, Fernsehserie, 164 Episoden)
- 1990: Daddy schafft uns alle (Evening Shade, Fernsehserie, Episode 1x06)
- 1991: Baby Talk (Fernsehserie, Episode 1x01)
- 1991: Blue Tornado – Männer wie Stahl (Blue Tornado)
- 1992: Space Case
- 1992: Operation Kleinhirn (Revenge of the Nerds III: The Next Generation, Fernsehfilm)
- 1993: Das Geheimnis um Linda (Linda, Fernsehfilm)
- 1993: Wayne’s World 2
- 1994: Deckname Caliph (Wild Justice, Fernsehfilm)
- 1994: Chaos Kings (Revenge of the Nerds IV: Nerds in Love, Fernsehfilm)
- 1995: Dream On (Fernsehserie, Episode 6x03)
- 1995: Töte oder stirb! (Tails You Live, Heads You’re Dead, Fernsehfilm)
- 1995–1996: Nachtschicht mit John (The John Larroquette Show, Fernsehserie, 4 Episoden)
- 1996: Deadly Web – Terror im Internet (Deadly Web, Fernsehfilm)
- 1998: Zweite Liga – Die Indianer von Cleveland sind zurück (Major League: Back to the Minors)
- 1998: Auf den Spuren des Wahnsinns (Every Mother’s Worst Fear, Fernsehfilm)
- 1998–1999: Sports Night (Fernsehserie, 8 Episoden)
- 1999: Liebe und andere Missverständnisse (Follow Your Heart)
- 1999: Ich liebe Dick (Dick)
- 1999: Work with Me (Fernsehserie, Episode 1x01)
- 1999: Logan: Im Hotel des Todes (Hard Time: Hostage Hotel, Fernsehfilm)
- 1999: Der große Mackenzie (The Big Tease)
- 2000: Face the Music
- 2000: Daybreak – Katastrophe in L.A. (Daybreak)
- 2000–2001: The West Wing – Im Zentrum der Macht (The West Wing, Fernsehserie, 3 Episoden)
- 2001: Cahoots
- 2001: Practice – Die Anwälte (The Practice, Fernsehserie, Episode 5x15)
- 2001: Pearl Harbor
- 2002: Wednesday 9:30 (8:30 Central, Fernsehfilm)
- 2003: Family Curse (Fernsehfilm)
- 2003: Hagelsturm – Die Wetterkatastrophe (Frozen Impact, Fernsehfilm)
- 2003: Charlie Lawrence (Fernsehserie, 6 Episoden)
- 2002–2003: Die Liga der Gerechten (Justice League, Fernsehserie, 2 Episoden, Stimme)
- 2003: Die Prouds (The Proud Family, Fernsehserie, Episode 3x06)
- 2003–2006: Hope and Faith (Hope & Faith, Fernsehserie, 65 Episoden)
- 2004: Flug 323 – Absturz über Wyoming (NTSB: The Crash of Flight 323, Fernsehfilm)
- 2007: Ehe ist… (’Til Death, Fernsehserie, Episode 1x21)
- 2007: The Storm Awaits
- 2007: The Note (Fernsehfilm)
- 2008: Eavesdrop
- 2009: Taking a Chance on Love (Fernsehfilm)
- 2009: Psych (Fernsehserie, Episode 3x10)
- 2010: Privileged
- 2010: Die Zauberer vom Waverly Place (Wizards of Waverly Place, Fernsehserie, Episode 3x17)
- 2010: Melissa & Joey (Fernsehserie, Episode 1x10)
- 2010: Scooby-Doo! 4 – Der Fluch des Seemonsters (Scooby-Doo! Curse of the Lake Monster)
- 2012: The Mentalist (Fernsehserie, Episode 5x07)
- 2012: Notes from the Heart Healer (Die Herzheilerin)
- 2013: See Dad Run (Fernsehserie, 2 Episoden)
- 2013: Mad Men (Fernsehserie, Episode 6x04)
- 2014: Castle (Fernsehserie, Episode 7x09 Last Action Hero)
- 2015: Woran glaubst Du? (Do You Believe?)
- 2015–2017: Transformers: Robots in Disguise (Fernsehserie, 54 Episoden, Stimme)
- 2016: The Bridge
- 2017: Cool Girls (The Outcasts)
- 2018: Gott ist nicht tot – Ein Licht in der Dunkelheit (God’s Not Dead: A Light in Darkness)
- 2018: A.X.L.
- 2019: Nick für ungut (No Good Nick, Fernsehserie, 5 Episoden)
- 2019: Hawaii Five-0 (Fernsehserie, Episode 9x15)
- seit 2023: Shrinking (Fernsehserie)
- 2023: Platonic (Fernsehserie, Episode San Diego)